# 26 (tal)
26 (tjugosex (fil)) är det naturliga talet som följer 25 och som följs av 27.

## Talteori
- ν(26) = 4
- σ(26) = 42 (26 är defekt)
- φ(26) = 12
- μ(26) = 1
- 26 är ett jämnt tal.
- 26 är ett semiprimtal[1]..
- 26 är ett extraordinärt tal
- 26 är ett heptagonalt pyramidtal.
- 26 är ett Ulamtal.
- 26 är ett palindromtal i det ternära talsystemet.
- 26 är ett palindromtal i det duodecimala talsystemet.

## Inom vetenskapen
- Järn, atomnummer 26
- 26 Proserpina, en asteroid
- Messier 26, öppen stjärnhop i Skölden, Messiers katalog